# Lancia Aprilia
Lancia Aprilia — автомобіль, що вироблявся компанією Lancia з 1937 по 1949 рік було випущено 27 636 одиниць. Автомобіль пропонувався як чотиридверний седан і як купе від різних зовнішніх кузовобудівників, загалом 7 554 «Aprilia» були купе.

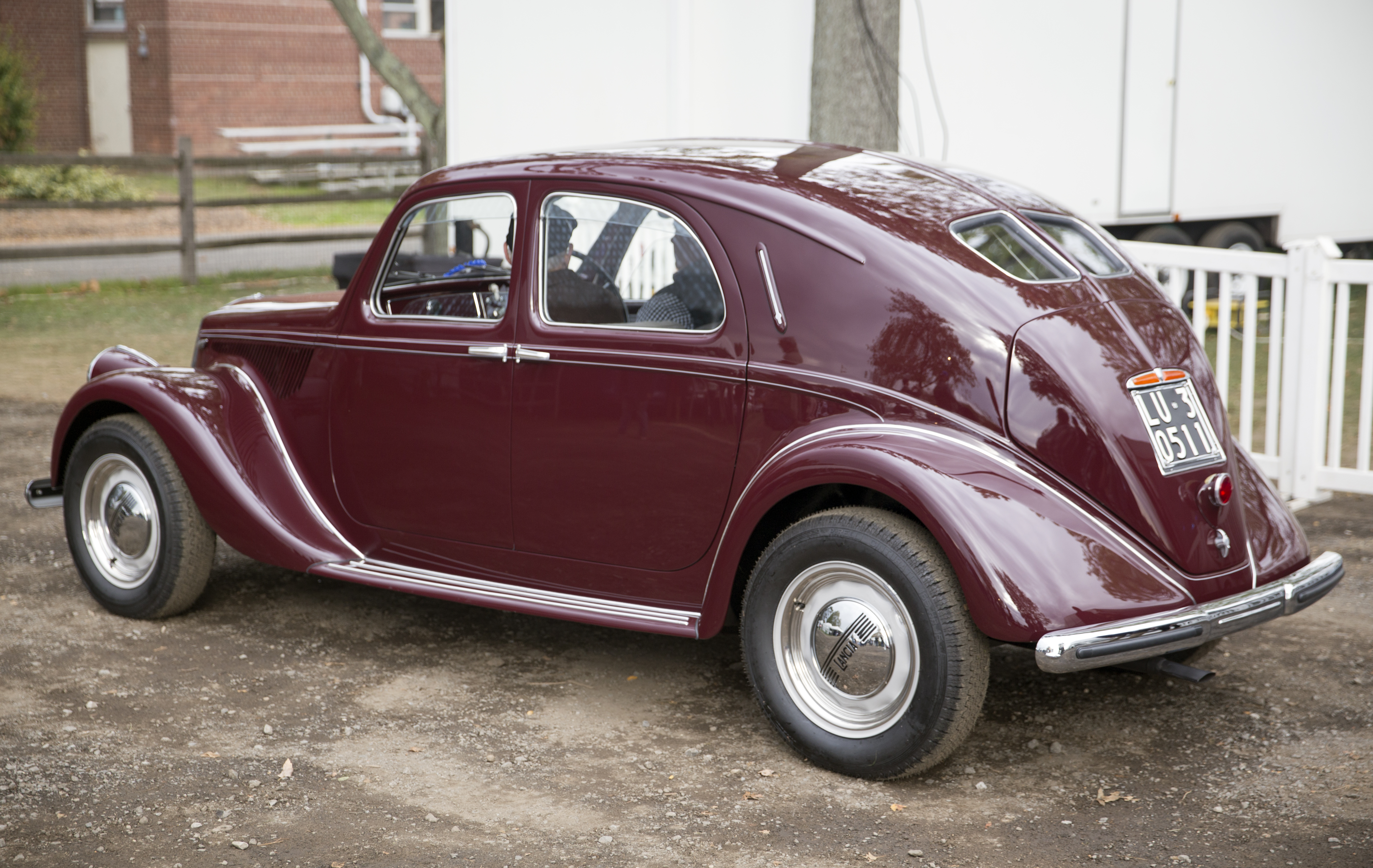
1937 Lancia Aprilia Berlina

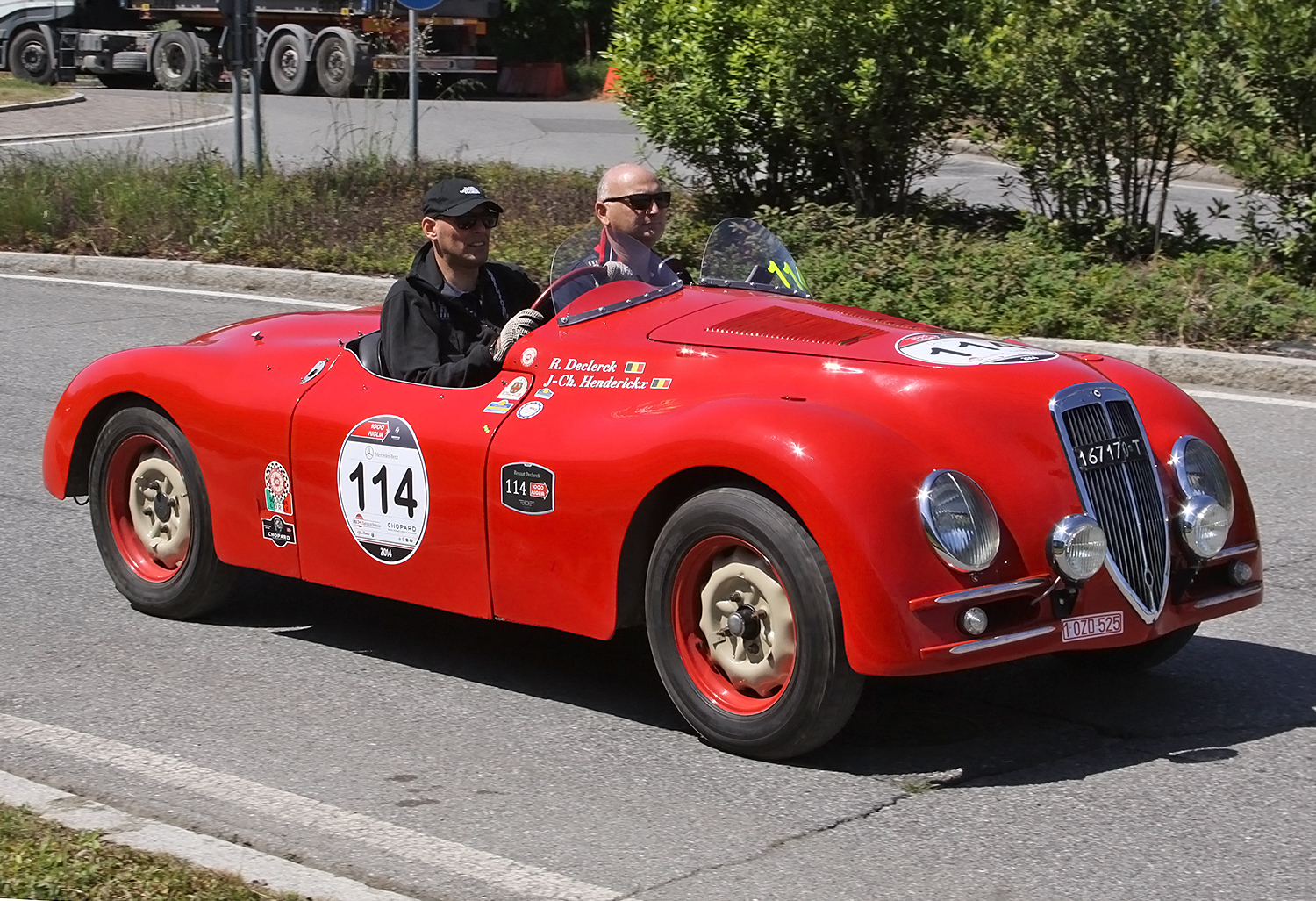
Lancia Aprilia Barchetta

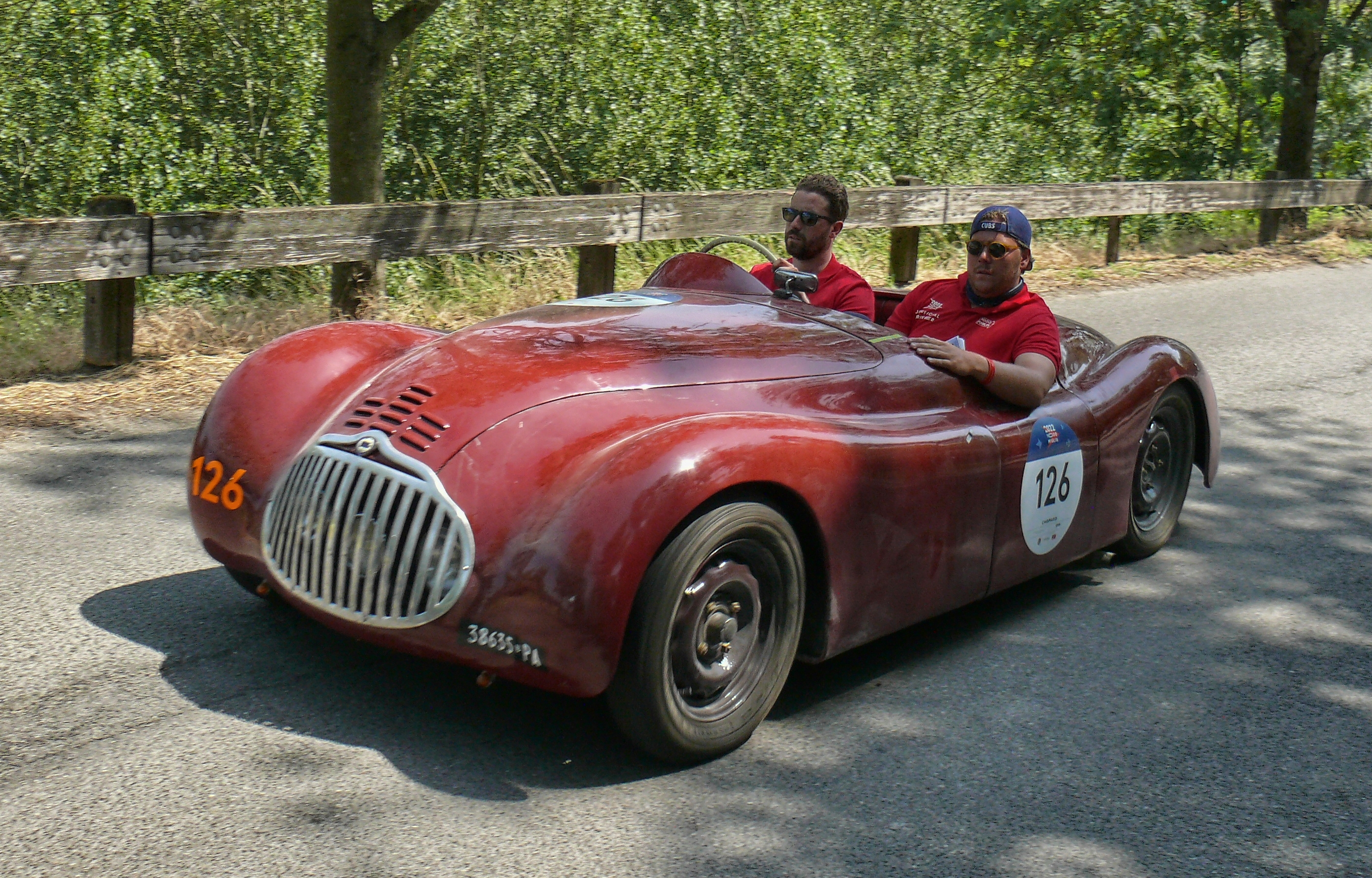
1946 Lancia Aprilia "Sport" Mille Miglia

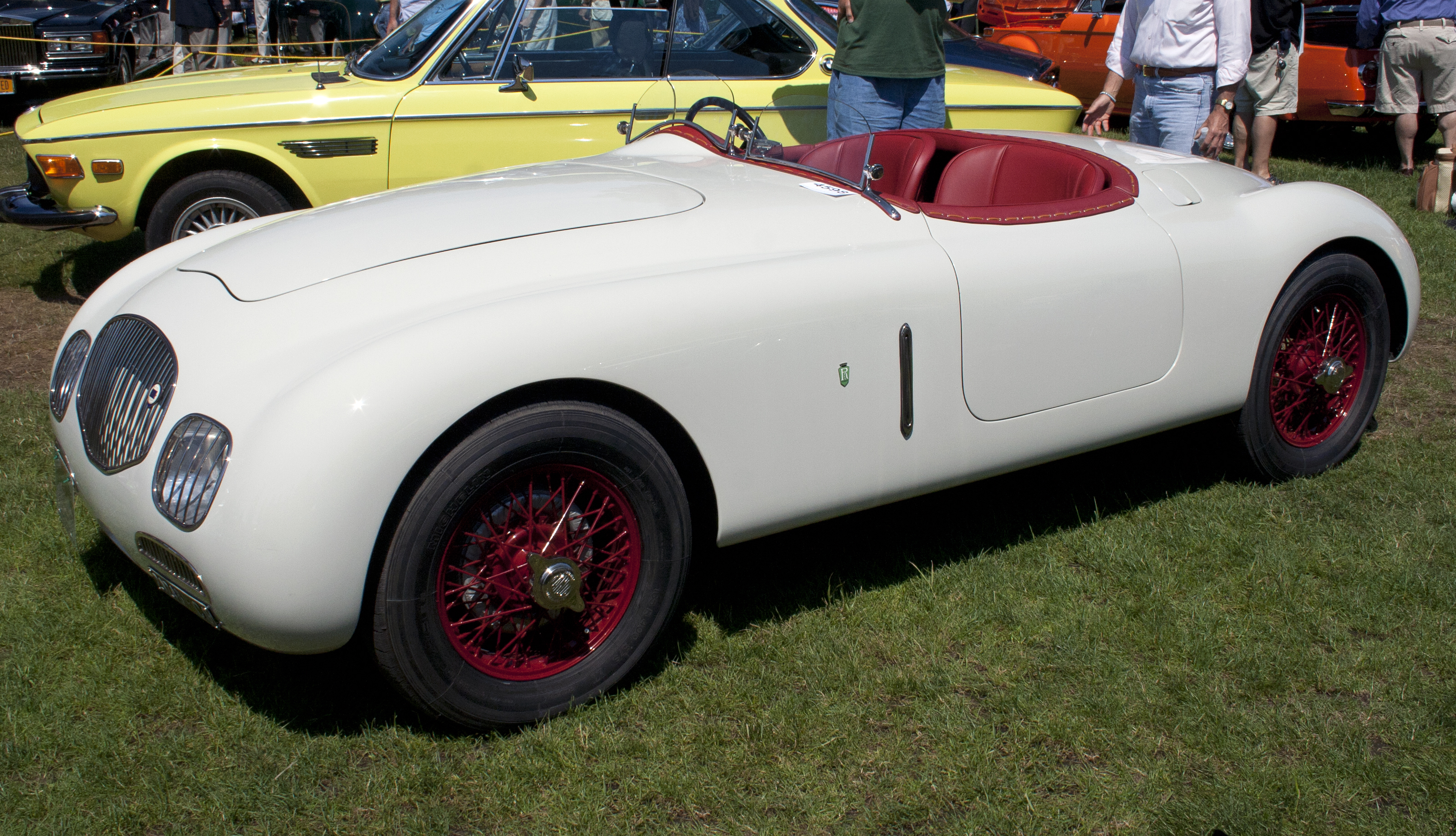
1946 Lancia Aprilia Corsa Sport Pagani-Riva

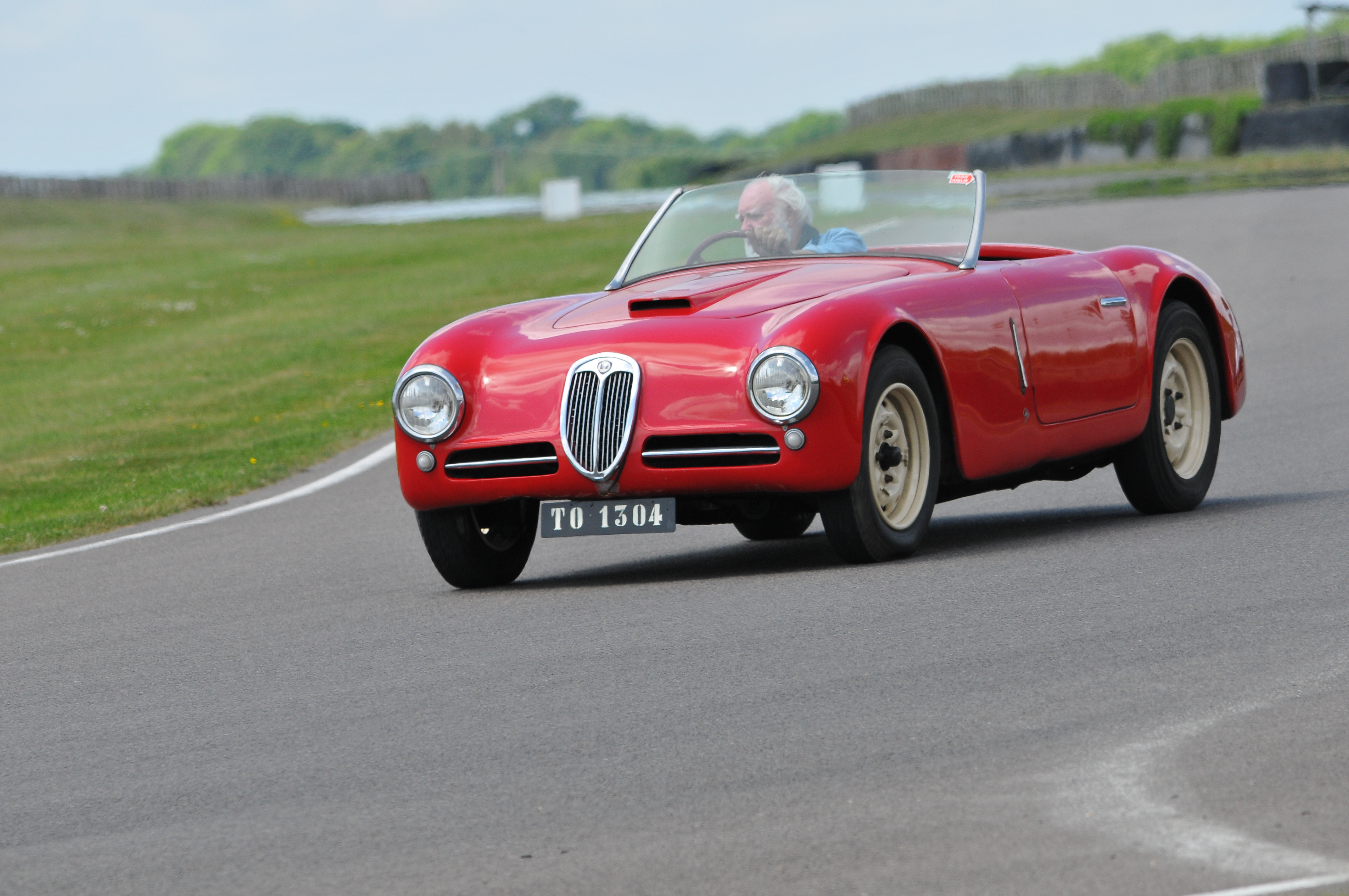
1947 Lancia Aprilia Ghia

Aprilia залишалася без чіткого наступника. Lancia Ardea, що представлена в 1939 році та вироблялася до 1953 року, була значно меншою, тоді як Lancia Aurelia, представлена в 1950 році, була більшою за Aprilia. Лише в 1960 році знову з'явився автомобіль порівнянного розміру — Lancia Flavia.

## Двигуни
- 1,352 см3 V4
- 1,486 см3 V4

## Виробництво
| рік     | Авто   |
| ------- | ------ |
| 1937    | 5.128  |
| 1938    | 6.142  |
| 1939    | 4.591  |
| 1940    | 1.288  |
| 1941    | 967    |
| 1942    | 395    |
| 1943    | 82     |
| 1944    | 6      |
| 1945    | 85     |
| 1946    | 1.310  |
| 1947    | 1.956  |
| 1948    | 2.663  |
| 1949    | 2.995  |
| різниця | 29     |
| Всього  | 27.637 |

Виробництво продовжувалося під час Другої світової війни, але скоротилося до кількох одиниць між 1943 і 1945 роками.
Головним конкурентом на італійському ринку протягом усього періоду виробництва був Fiat 1500.